# Ексфільтрація (тактика)

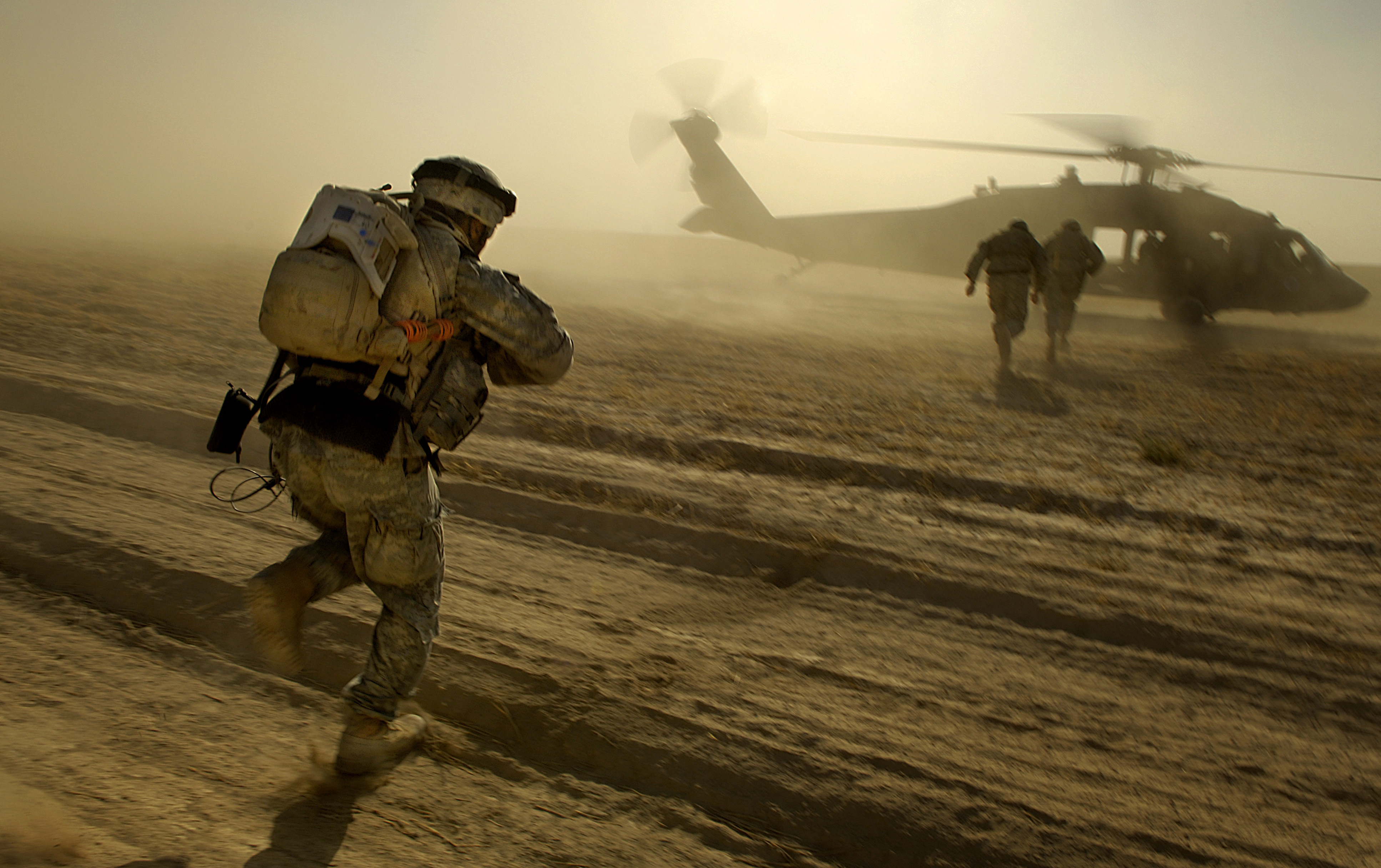
Американські війська в Іраку здійснюють ексфільтрацію свого підрозділу вертольотом UH-60 «Блек Хок» з району боїв поблизу міста Таль-Афар, Найнава

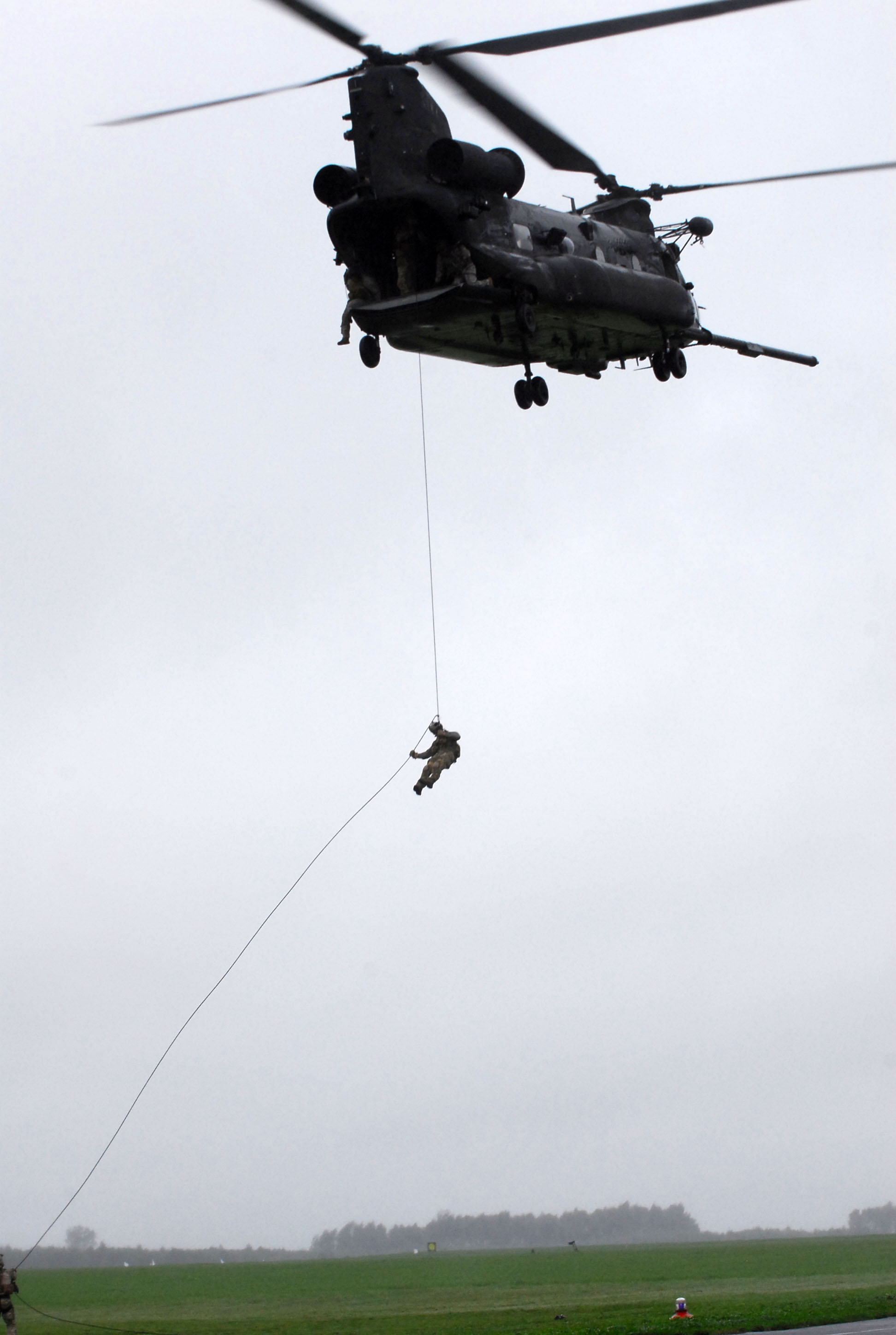
Парашутисти-рятівники 321-ї ескадрильї спеціальної тактики ССО ВПС США проводять тренування з інфільтрації/ексфільтрації із застосуванням «фаст-ропів» на авіаційній базі Свідвин, Польща під час військових навчань «Джекал Стоун». 14 вересня 2010

Ексфільтрація (англ. Exfiltration) — у військовій справі — тактичний прийом, заснований на процесі швидкого виведення (вивезення) військових (цивільних, підрозділу тощо) з місця ведення бойових дій, з поля бою, з ворожого середовища в безпечне місце, за умови, коли ситуація має усі загрозливі ознаки втрати ініціативи та контролю й може призвести до знищення (загибелі) власних військ найближчим часом або з інших обставин.
Ексфільтрація поділяється на два основних види:
- Ексфільтрація примусова: об'єкт ексфільтрації (важлива особа, військовополонений, агент супротивника тощо) не бажає переміщатися. За таким сценарієм ексфільтрація здійснюється з силовим примушенням з очікуванням опору з боку об'єкта. По суті, це викрадення військових або цивільних осіб силоміць.
- Ексфільтрація добровільна: об'єкт ексфільтрації (власні військові, поранені, хворі тощо) усвідомлюють важливість виведення з загрозливого місця й всіляко сприятимуть процесу евакуації.

Прикладом примусової ексфільтрації з ворожого середовища є захоплення воєнного злочинця часів Третього Рейху Адольфа Ейхмана, ізраїльським Моссадом 11 травня 1960 року й примушене перевезення його для подальшого слідства та суду на територію Ізраїлю.
Добровільна ексфільтрація здійснювалася спільними зусиллями ЦРУ та канадського уряду, зокрема посольства Канади в Тегерані, Іран, з потайного вивезення 6 американських дипломатів із території охопленої революцією країни у 1980 році.